# Mercury-Atlas 4
Mercury-Atlas 4 war ein unbemannter Testflug im Rahmen des Mercury-Programms. Der Start erfolgte am 13. September 1961 vom Launch Complex 14 in Cape Canaveral, Florida. Mit einer vollständigen Erdumrundung war es der erste erfolgreiche Orbitalflug im Rahmen dieses Programms, da alle früheren Flüge entweder ballistisch waren oder abgebrochen werden mussten.
Der Flug diente vor allem dem Test der für Orbitalflüge notwendigen Bodenstationen. Außerdem befand sich in der Mercury-Kapsel ein Simulatorsystem, das einen Menschen simulieren sollte. Dazu gehörte das Testen der Umweltkontrollen und der Lebenserhaltungssysteme, zwei Kassettenrekorder um die Kommunikation mit den Bodenstationen zu testen, drei Kameras und Instrumente, die das Geräusch-, Vibrations- und Strahlungsniveau aufzeichneten. Nach einem Erdumlauf wasserte die Kapsel 176 Meilen östlich von Bermuda. Sie wurde nach einer Stunde und 22 Minuten vom amerikanischen Zerstörer USS Decatur geborgen. Dieser befand sich zum Zeitpunkt der Wasserung 34 Meilen von der Kapsel entfernt.
Für die Mission wurden die Mercury-Kapsel #8 (welche bei der abgebrochenen MA-3 Mission durch die fehlerfreie Funktion des Rettungssystems unbeschädigt blieb) und die Atlas #88-D eingesetzt.